# ミスティックアーク まぼろし劇場
『ミスティックアーク まぼろし劇場』（ミスティックアーク まぼろしげきじょう）は、日本のエニックスが1999年3月18日にPlayStation用ゲームソフトとして発売したアドベンチャーゲームである。開発は前作『ミスティックアーク』に引き続きProduce!が行ったが、ストーリー・ゲームシステム共に直接の関連はない。

## ストーリー
創立100年を迎えた小さな港町を異変が襲う。時を同じくして、座長を名乗るミスターシルバーフィンガーチップスと共にショウの一座がやってきた。
ショウのチラシを手にした子どもたちは一日中落ち着きをなくして、うわの空。しかし、町中の子供という子供がチラシを手にした頃になっても、劇場が建つ気配はなかった。みんなの不安をよそにカカシ頭の座長はチラシをまき、ショウがやってくるとたった一人でふれ回っていた。
ある日の晩、主人公はシルバーフィンガーチップスに声をかけられる。そして、気が付くと、まぼろし劇場の舞台の上に立つ。

## 登場人物
Mr.シルバー・フィンガーチップス
まぼろし劇場の座長を名乗る謎の人物。
カカシ頭に、気取った燕尾服とこうもり傘という奇妙な姿は主人公と出会う時に彼がとる姿。実際のところ、彼の姿は変幻自在。
ブラック・フィンガーチップス
ドクロ頭の謎の人物で、シルバー・フィンガーチップスと敵対する存在。

### 主人公
以下の3名から1人を選ぶ。名前は変更できる。それぞれ身体能力が異なるため、ゲーム性や難易度が異なるが、物語は同じである。
レミール
推定年齢:14～15歳。父方アイリッシュの男の子。どんな性格になるかはプレイヤーに一任されている。力が強く、アクション（敵に攻撃すること）が得意だが、反面パズルの難易度が高い。
イラストで被ってる帽子と肩かけカバンはゲーム中には登場しない。また山田章博のラフスケッチには「『トム・ソーヤの冒険』に出て来るハックルベリーのイメージ」とコメントが書かれている。
アリス
推定年齢:13～14歳。先祖ポーランド系移民の女の子。芸術や学問を得意とする知的な性格。男の子に比べて非力だが、料理が上手い。周りが協力的なため、イベントの難易度は低い。
ボイスは女性の声であるが落下する時の声は何故かレミールの声を流用している。
攻略本では「青と白のエプロンっぽい（？）ワンピースは『不思議の国のアリス』のイメージだろうか？」と紹介されている。山田章博のラフスケッチには「もともと主人公を少年一人しか考えていなかった段階でクラスメイトの一人として設定していたものです」とコメントが書かれており、「多少おとなしそうな感じ」「芸術や学問などに対する知的欲求は強そう」とのことらしい。
リディア
推定年齢:11～12歳。小さな女の子。他二人でクリアすることによって初めて選択できる。力が皆無なのでアクションが取れず、敵も基本的に避けて通るしかない。

### アーク
物には精霊が宿っている。精霊の中で力をつけた者が妖精となる。妖精がさらに目的を果たして生まれ変わると、アークとなる。精霊や妖精の段階ではぼんやりしていた姿も、アークとなると人の形になる。また、妖精は生きている人に対してしか能力が使えないが、アークになると、物にも能力が使えるようになる。妖精やアークと知り合うと、主人公にはそれぞれに対応したカードを託される。カードを消費することで、妖精やアークを呼び出すことができる。能力を使う際には、妖精やアークを呼び出さなければならない。
勇気の妖精
最初に出会う妖精で、アークになる方法を探すために妖精郷にてヴィルデ・フラウを探している。
能力:勇気を呼び覚ます。
知恵の妖精
モンストロルム博士が持っているという、6冊の知恵の書を探している。
能力:知恵を授ける。
夢の妖精
キャセイに出現した竜に力を奪われ、アークから妖精となってしまった。
力の妖精
モンストロルム博士が奪った、力の帽子を取り返そうとしている。
能力:力を与える。
友情の妖精
妖精郷のどこかにある、黄金の玉を探している。
能力:友情をよみがえらせる。
思い出の妖精
記憶喪失になり、自分が何者か思い出せないまま、彷徨っている。
能力:思い出をよびもどす。
希望の妖精
アークになるため、希望を持っている人を探している。
能力:希望を与える。
勇気のアーク
大きな勇気の斧を持った、せっかちで元気な男の子のアーク。
能力:火を操る。
知恵のアーク
背中に本で出来た翼を背負った姿の、女性のアーク。
能力:音を奏でる。
夢のアーク
子供の姿で、道化師の格好をした、いたずら好きのアーク。
能力:宿ったものを動かす。水を生み出す。
力のアーク
レオタードを着て、大きな力の帽子をぶった、女性のアーク。
能力:電気を操る。
友情のアーク
白いドレスを着た、貴婦人の姿のアーク。友情のカサ（日傘）を持っている。
能力:風を巻き起こす。
思い出のアーク
花の形をした、ユーリアンパイプを持っている、男の子のアーク。
能力:時を操る。
希望のアーク
希望の花を頭にかぶり、葉を身にまとった、女の子のアーク。
能力:光を解き放つ。

## 世界観
まぼろし劇場
見た目は普通の劇場。衣裳部屋・機械室・座長の部屋などがある。ゲームのスタート地点であり、以下の3つの世界への入口がある。
妖精郷
自然がいっぱいの、平和な場所。ピクシーと呼ばれる小人たちが住んでいる。澄みきった泉には、水の女神ヴィルデ・フラウがいる。
モンストロルム博士の怪奇実験室
猫背の博士、モンストロルムが作ったというモンスターが徘徊する、不気味な場所。人工的に作られた建物にはエレベータがあり、モンストロルム博士の私室や実験室、書庫などがある。建物の隣には墓地がある。
キャセイの不思議な踊り子
昔の中国のような場所。人が行き交うにぎやかな町、皇帝がいる宮殿、そして洞窟の三ヶ所に分かれている。

## 関連書籍
- 『山田章博の世界　ミスティックアークアートワークス』（ソフトバンククリエイティブ、2000年4月） ISBN 4-7973-0940-7